# Hersenontsteking
Hersenontsteking, encefalitis of neuro-inflammatie is een ontsteking van het hersenweefsel. Een hersenontsteking kan worden veroorzaakt door een virus of door een afweerreactie van het immuunsysteem tegen het eigen hersenweefsel.

## Oorzaken

### Virale verwekkers
De meest voorkomende virale verwekker van encefalitis in Nederland is het herpes virus (HSV1/2), gevolgd door het varicella zoster virus, enterovirus, parechovirus, adenovirus, mazelen en HIV. Tekenencefalitis (TBE) is een ziekte die kan ontstaan na een tekenbeet en wordt veroorzaakt door een flavivirus. Encefalitis verschilt van meningitis (hersenvliesontsteking). Meningitis is een ontsteking van de beschermende lagen van de hersenen. Vaak hebben mensen zowel meningitis als encefalitis; dit wordt meningoencefalitis genoemd.

### Auto-immuun encefalitis
Auto-immuun encefalitis is een neurologische aandoening waarbij het immuunsysteem abusievelijk gezonde cellen en weefsels in de hersenen aanvalt. Deze aandoening wordt gekenmerkt door ontsteking van de hersenen en kan leiden tot een breed scala aan neurologische symptomen.
De exacte oorzaak van auto-immuun encefalitis is nog niet volledig bekend, maar het wordt verondersteld dat het immuunsysteem in de war raakt en normale hersencellen als lichaamsvreemd beschouwt. Dit resulteert in een immuunrespons gericht tegen specifieke eiwitten in de hersenen, zoals neurotransmitterreceptoren. Auto-immuun encefalitis kan voorkomen als een geïsoleerde aandoening of als onderdeel van een onderliggende auto-immuunziekte in het gehele lichaam.
De symptomen van auto-immuun encefalitis variëren, afhankelijk van het specifieke type en de ernst van de aandoening. Veelvoorkomende symptomen zijn onder andere cognitieve stoornissen, geheugenproblemen, gedragsveranderingen, epileptische aanvallen, bewegingsstoornissen en psychische symptomen zoals hallucinaties of psychose. De symptomen kunnen snel optreden en verergeren vaak in korte tijd.

## Symptomen
Symptomen als misselijkheid, braken, beven, nekstijfheid, koorts, zware hoofdpijn, maar ook verlamming en epileptische aanvallen komen voor. Om een goede diagnose te stellen zal er bloedonderzoek en een ruggenprik gedaan moeten worden. Vaak zal er ook een MRI- of CT-scan gedaan worden. Onbehandeld kan encefalitis binnen enkele uren leiden tot de dood.
Zenuwcellen kunnen worden beschadigd of vernietigd door de infectie, de immuunreactie en door de druk als gevolg van de ontsteking. Schade opgelopen door encefalitis wordt niet-aangeboren hersenletsel (NAH) genoemd. Alhoewel het zeer waarschijnlijk is dat encefalitis schade aanricht, is dit meestal op kleine schaal en resulteert dit in zeer geringe stoornissen. De meeste mensen herstellen volledig, in andere gevallen is de schade uitgebreider en leidt dit tot aanzienlijke beperkingen.
Er is een brede variatie in hoe encefalitis van invloed is op de persoon op de lange termijn. Vermoeidheid, terugkerende hoofdpijn, problemen met het geheugen, concentratie en balans worden vaak gerapporteerd, alsmede stemmingswisselingen, agressie en lompheid. In een aantal gevallen kan ook epilepsie optreden. Fysieke problemen kunnen zwakte en verlies van de controle van lichaamsfuncties en beweging omvatten. Spraak- en taalproblemen zijn gemeenschappelijke kenmerken en de snelheid van reactie en denken kan worden verminderd. (Zie ook postencefalitisch syndroom)
Een speciale variant van encefalitis is de licht besmettelijke slaapziekte encephalitis lethargica die de patiënten in een eeuwig subcoma dwingt, met sterke trekjes van de ziekte van Parkinson. De laatste epidemie woedde in de jaren dertig. Sommige patiënten die er als kind door getroffen werden vertoeven nu als bejaarde nog steeds in een subcoma. Eind jaren zestig experimenteerde de New Yorkse neuroloog Oliver Sacks op deze voorheen uitzichtloze comapatiënten met een medicijnkuur van L-DOPA, met verbazende maar soms desastreuze gevolgen. Dit werd verfilmd in Awakenings, met Robert De Niro en Robin Williams in de hoofdrollen.

## Eerste Nederlandse patiënt met teken-encefalitis (TBE)
In de zomer van 2016 is op de Utrechtse Heuvelrug door het RIVM voor het eerst een geval van een Nederlandse besmetting met TBE (ook FSME) vastgesteld.